# Rhododendron atropurpureum
Rhododendron atropurpureum är en ljungväxtart som beskrevs av Herman Otto Sleumer. Rhododendron atropurpureum ingår i släktet rododendron, och familjen ljungväxter. Inga underarter finns listade i Catalogue of Life.